# 区位论
区位论（德語：Standortstheorie），又称区位理论，是关注经济活动地理区位的理论，已成为经济地理学、区域科学和空间经济学不可或缺的组成部分。区位论要解决的是经济活动的地理方位及其形成原因的问题。区位论——像個體经济学一样——假设行为的主体为自身的利益而活动。因此，企业的区位选择是为利润最大化，而个体的区位选择是为了利益的最大化。

## 简史
区位论的开创以德国经济地理学家约翰·海因里希·冯·杜能于1826年发表的著作《孤立国同农业和国民经济的关系》第一卷为标志。著名区域学家Walter Isard称杜能为“区位论之父”。在《孤立国》中，杜能指出运输货物的花费会消耗一些李嘉图经济租。因为运送产品将会产生运费，当然经济租、货物的种类、土地使用类型和程度与市场无关。
从杜能开始到克里斯塔勒的著作《地图的中心说》（1933年，其理论现在常被理解为中心地理论）为止，区位论似乎被德国所垄断。其中，阿尔弗雷德·韦伯的贡献较为显著。韦伯于1909年出版的《工业区位论》中提出工業區位。

## 延伸阅读
- 杜能; 吴衡康译. . 汉译世界学术名著丛书. 北京: 商务印书馆. 1986 [1826] （中文）.
- 韦伯·A; 李刚剑 陈志人 张英保 译. . 北京: 商务印书馆. 1997 [1905]. ISBN 7-100-01738-6 （中文）.
- 克里斯塔勒; 常正文等译. . 北京: 商务印书馆. 1998 [1968]. ISBN 7-100-01888-9 （中文）.
- 廖什; 王守礼译. . 北京: 商务印书馆. 1995 [1954]. ISBN 7-100-01443-3 （中文）.